# Aarne Reini
Aarne Reini (6 agosto 1906 – 23 febbraio 1974) è stato un lottatore finlandese, specializzato nella lotta greco-romana.

## Palmarès

### Olimpiadi
- Argento a Berlino 1936 nei pesi piuma.